# Tjärnvalltjärnen
Tjärnvalltjärnen är en sjö i Härjedalens kommun i Härjedalen och ingår i Ljusnans huvudavrinningsområde. Sjön har en area på 0,0438 kvadratkilometer och ligger 770,8 meter över havet.

## Delavrinningsområde
Tjärnvalltjärnen ingår i det delavrinningsområde (693751-132632) som SMHI kallar för Utloppet av Östersjön. Medelhöjden är 742 meter över havet och ytan är 13,45 kvadratkilometer. Räknas de 31 avrinningsområdena uppströms in blir den ackumulerade arean 265,29 kvadratkilometer. Tännån som avvattnar avrinningsområdet har biflödesordning 2, vilket innebär att vattnet flödar genom totalt 2 vattendrag innan det når havet efter 391 kilometer. Avrinningsområdet består mestadels av skog (69 procent). Avrinningsområdet har 3,34 kvadratkilometer vattenytor vilket ger det en sjöprocent på 24,8 procent.